# Kleszczyn
Kleszczyn – wieś w Polsce położona w województwie kujawsko-pomorskim, w powiecie rypińskim, w gminie Brzuze.

## Podział administracyjny
| SIMC    | Nazwa      | Rodzaj    |
| ------- | ---------- | --------- |
| 0859596 | Bobrowiec  | część wsi |
| 0993509 | Dołek      | część wsi |
| 0993633 | Na Górach  | część wsi |
| 0993640 | Olendry    | część wsi |
| 0859610 | Studzianka | część wsi |

W latach 1975–1998 miejscowość administracyjnie należała do województwa włocławskiego.

## Demografia
Według Narodowego Spisu Powszechnego (III 2011 r.) liczyła 219 mieszkańców. Jest dziesiątą co do wielkości miejscowością gminy Brzuze.